# Steyr A 680 g
Der Steyr A 680 g ist ein geländegängiger Lastkraftwagen der Marke Steyr und eine schweizerische Variante des Steyr 680M, die Verwendung in der Schweizer Armee fand. Er unterscheidet sich von ihm durch einen unterschiedlichen Radstand (der A 680 g mit 3200 mm und der A 680 gl mit 3700 statt 3300 mm beim österreichischen 680M) und Trilex-Felgen, die es erlauben, fernab von einer Werkstatt nur mit Montierhebel, Wagenheber und Radkreuz einen Reifen zu reparieren bzw. Mantel und Schlauch zu wechseln.
1969 beschaffte die Schweizer Armee 405 dieser Fahrzeuge, die als Brückenwagen mit Verdeck, als Brückenwagen mit Spezialaufbau und Einachs-Anhänger für den Transport von Pionier-Brücken und als Werkstattwagen mit Kofferaufbau eingesetzt wurden.

## Technik
Die Nutzlast des Pritschenwagens beträgt 3 Tonnen. Fast alle A 680 g erhielten einen Aluminium-Aufbau für das Ersatzrad und den Werkzeugschrank; er ist selbst bei der Pritschen-Variante vorhanden. Oft wurden die Fahrzeuge mit einem Kofferaufbau von Hess ausgestattet. Die bauartbedingte Höchstgeschwindigkeit beträgt 80 km/h und die Reichweite mit dem serienmässigen 120-Liter-Tank etwa 450 km. Auf ebener Strasse bei zügiger Fahrt werden ca. 22 l/100 km Treibstoff verbraucht. Teilweise wurden auch Fahrzeuge mit einer mechanischen Seilwinde ausgestattet.

### Fahrgestell und Aufhängung
Das Fahrzeug ist auf einem Leiterrahmen aufgebaut und mit zwei angetriebenen Starrachsen ausgestattet. Sie sind jeweils an längs angeordneten Halbelliptik-Blattfederpaaren aufgehängt. Die Vorderachse hat hydraulische Teleskopstossdämpfer. Der A 680 g hat rundum Trommelbremsen, eine hydraulische Zweikreis-Bremsanlage mit Drucklufthilfe auf alle Räder sowie eine druckluftunterstützte Feststellbremse mittels Seilzug auf die Hinterräder und eine mechanisch betätigte Auspuffstaudruckbremse.

### Motor
Die verwendeten Motoren der Baureihen WD-609 (mit Vorkammereinspritzung) und WD-610 (Direkteinspritzung) leisten 88 kW (120 PS) bei 2800/min. Es handelt sich um flüssigkeitsgekühlte, Sechszylinder-Viertakt-Dieselmotoren mit zwei Ventilen pro Zylinder, die von einer seitlichen Nockenwelle über Stössel, Stossstangen und Kipphebel betätigt werden. Aus einer Zylinderbohrung von 105 mm und einem Kolbenhub von 115 mm ergibt sich ein Hubraum von 5976 cm³. Die Motoren wurden zunächst mit einer Verdichtung von 17,5:1 und später 17,0:1 ausgeliefert. Das maximale Drehmoment beträgt je nach Ausführung 360 Nm bei 1600/min resp. 380 Nm bei 1600/min.
Einen Turbolader wie bei den österreichischen Modellen gibt es nicht.
Die Staudruckbremse in Form einer nach dem Abgaskrümmer angeordneten Drosselklappe kann im Gegensatz zu vielen anderen Fahrzeugen feinfühlig über einen Hebel eingestellt werden, sodass bei schwierigen Fahrsituationen, zum Beispiel auf Schnee im Gefälle, die genau richtige Bremsung eingestellt werden kann, ohne durch einen Ruck ein Rutschen auszulösen. Mit dem Handgashebel kann nicht nur der Leerlauf dosiert, sondern auch feinfühlig bis Volllast die Leistung reguliert werden, sodass bei Autobahnfahrten der Fuss vom Gas genommen oder bei besonderen Fahrtbedingungen eine bestimmte konstante Leistung vorgegeben werden kann.

### Antrieb
Das mechanische Fünfganggetriebe mit Stockschaltung ist unsynchronisiert und positiv verriegelt. Das mechanische Untersetzungs- und Verteilergetriebe hat zwei Schaltstufen und ist synchronisiert für Strassen- und Geländegang. Für die Seilwinde gibt es einen Nebenabtrieb. Das Fahrzeug hat je einen Schalthebel für das Getriebe, für Strassen- oder Geländefahrt und für die Seilwinde. Die Hinterachssperre und der  Vorderradantrieb sind pneumatisch zuschaltbar und werden mit eigenen Zugschaltern betätigt, wobei letzterer bei Umstellung auf Geländefahrt automatisch eingelegt wird.
Diese Geländefahreinrichtungen stehen ab etwa 4 Bar Druckluft-Systemdruck zur Verfügung.
Die Einscheiben-Trockenkupplung mit Torsionsdämpfer F&S G 310 K wird hydraulisch betätigt.

### Elektrik
Die elektrische 24-Volt-Anlage wird von zwei 12-V-Batterien zu je 125 Ah gespeist, die unter dem Beifahrersitz untergebracht sind.

## Varianten

### Steyr A 680 g Brückenwagen mit Verdeck
Die Ladefläche ist 4,1 m lang und 2,11 m breit.

### Steyr A 680 g Brü Matw sch gl 4x4
Materialfahrzeug der Genietruppen (Pioniereinheiten) zum Transport mobiler Brücken des Typs Feste Brücke 69 als Gespann mit einem Einachs-Anhänger.

### Steyr A 680 g Wew A1 sch gl 4x4
Dies ist ein geländegängiger LKW mit Kofferaufbau, ausgebaut als Werkstattwagen. Es sind noch Fahrzeuge dieser Bauart im Armeedienst.

### Steyr A 680 g Erstw sch BE 9 Pzj 4x4 gl
Geländegängiger LKW mit Pritschenaufbau ausgebaut als Ersatzteilwagen für Panzerjäger
im Dienst ab 1975

### Steyr A 680 g Fkw SE-430/m sch gl 4x4
Geländegängiger LKW mit Pritschenaufbau ausgebaut als Funkwagen (75 Einheiten)
im Dienst 1968–2005

### Steyr A 680 g Lastw 3 t gl 4x4
Geländegängiger LKW mit Pritschenaufbau für 3 Tonnen Nutzlast

### Steyr A 680 g Peilw P 760 sch gl 4x4
Geländegängiger LKW mit Kofferaufbau als Funkpeilwagen

### Steyr A 680 g Repw A2 / Spz 93 sch gl 4x4 mit Ladekran
Geländegängiger LKW mit Pritschenaufbau ausgebaut als	Reparaturwagen mit  hydraulischem Ladekran (2 t) für den Radschützenpanzer 93 Mowag Piranha
im Dienst ab 1993

### Steyr A 680 g Repw M Flab sch gl 4x4
Geländegängiger LKW mit Pritschenaufbau und Ladekran als Reparaturwagen der Fliegerabwehr

### Steyr A 680 g Störw SE-600 sch gl 4x4
Geländegängiger LKW mit Sonderaufbau als Funkstörwagen (2 Exemplare)